# Gulinek
Gulinek (prononciation : [ɡuˈlinɛk]) est un village polonais de la gmina de Zakrzew dans le powiat de Radom de la voïvodie de Mazovie dans le centre-est de la Pologne.
Il se situe à environ 3 kilomètres au nord-ouest de Zakrzew (siège de la gmina), 14 kilomètres au nord-ouest de Radom (siège du powiat) et à 84 kilomètres au sud de Varsovie (capitale de la Pologne).

## Histoire
De 1975 à 1998, le village appartenait administrativement à la voïvodie de Radom.